# Heniochus chrysostomus

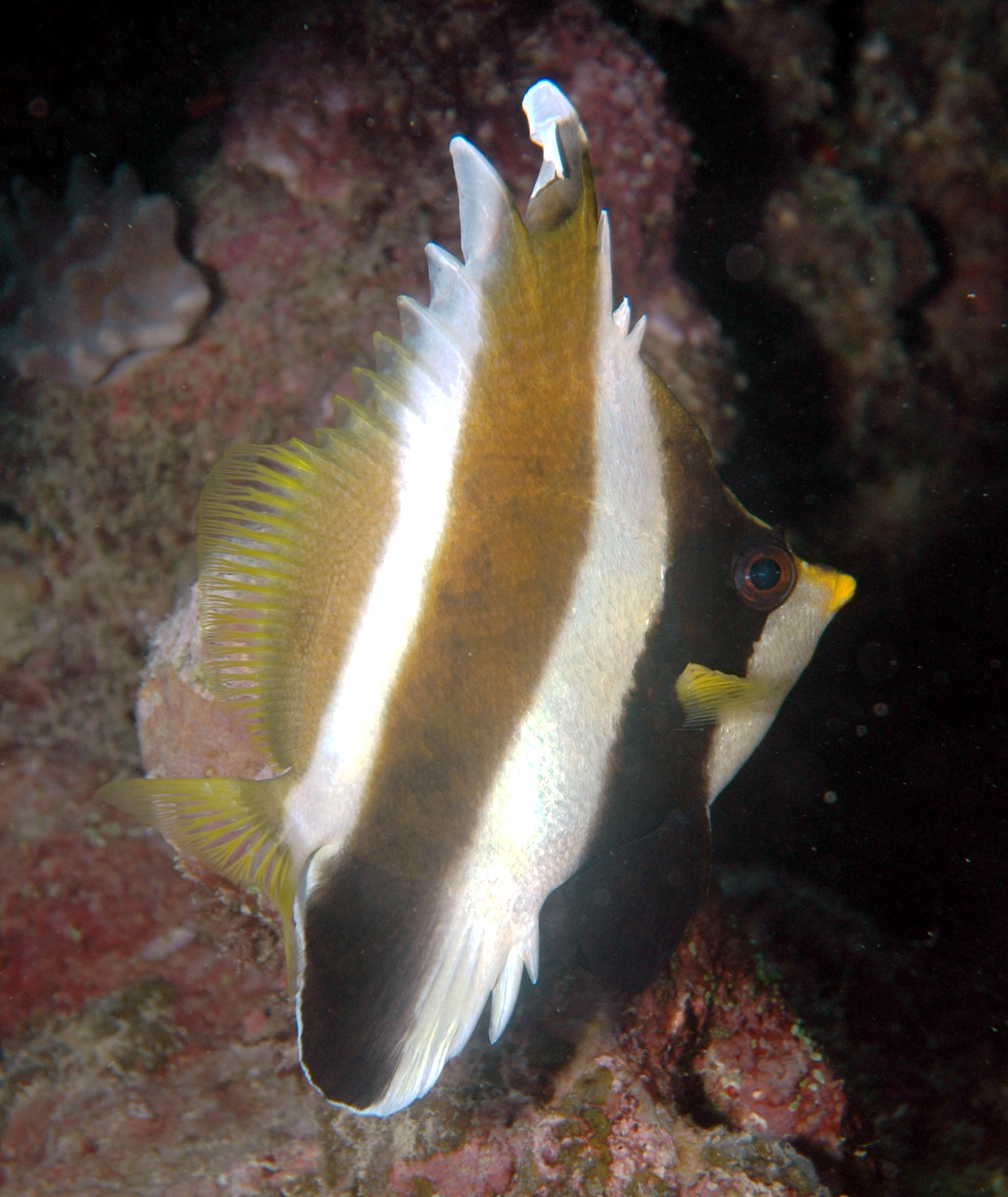

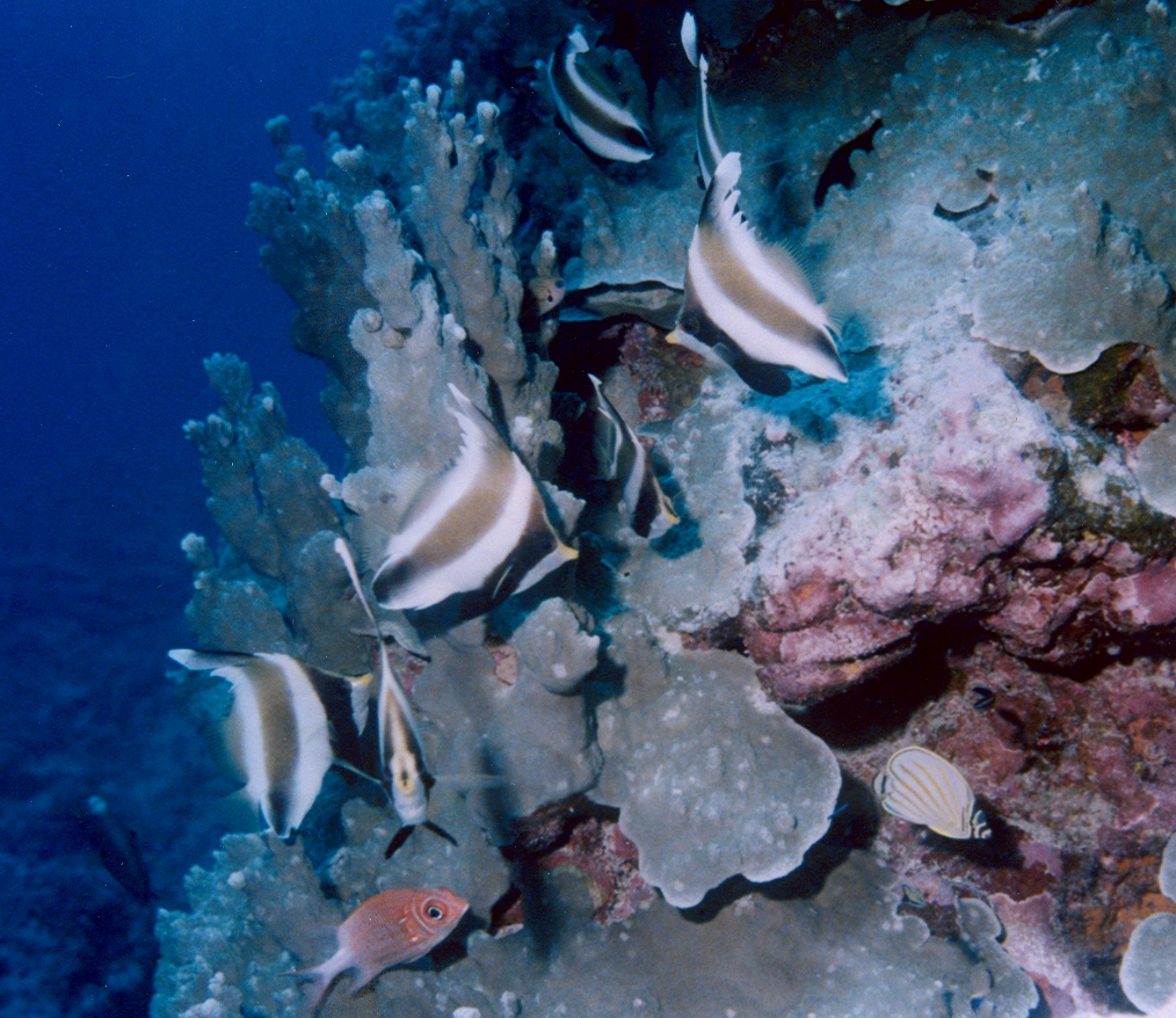
Grupo de H.chrysostomus en Guam, Islas Marianas.

El pez estandarte de tres bandas (Heniochus chrysostomus), es un pez marino, de la familia de los Chaetodontidae. 
Debe su nombre común, pez estandarte de tres bandas, a que es la única especie del género que posee tres bandas cruzando su cuerpo, en lugar de las dos usuales en el resto de especies. La etimología del nombre de la especie viene del griego, chryso = oro + stoma = boca, y se debe también a una característica de esta especie: boca amarilla o dorada, frente al resto de especies del género.

## Morfología
Las especies del género Heniochus presentan parte de su aleta dorsal en forma de largo filamento que puede llegar a medir incluso más que el propio animal. En esta especie el filamento no es tan largo y las bandas que cruzan su cuerpo son tres, en este caso marrones, aunque la que cruza la cabeza es casi negra, sobre fondo blanco y tonalidades amarillas en el resto de la aleta dorsal y caudal, las aletas pelvianas son negras. Su boca es también amarilla, lo que le distingue del resto del género. 
Su cuerpo es aplanado y comprimido lateralmente.
Alcanza los 18 cm de largo.

## Hábitat
Se distribuye en el océano Indo-Pacífico, desde las islas Christmas, en el oeste, hasta Pitcairn en el este, y desde Corea del Sur, hasta Nueva Gales del Sur. 
Asociado a arrecifes, vive solitario o en pareja y, especialmente los juveniles, en aguas someras pobladas de corales y algas. Suele habitar entre 1 y 45 metros de profundidad.

## Alimentación
En la naturaleza se nutre principalmente de invertebrados bentónicos, corales  y algas. 

## Reproducción
Es ovíparo y en cada desove suelta entre 3.000 y 4.000 huevos a la corriente, que los traslada a la parte superior de la columna de agua. Son pelágicos.

## Mantenimiento
Son muy sensibles al amoniaco y al nitrito pero también lo son a pequeñas concentraciones de nitrato. Valores superiores a los 20 mg/litro de nitratos en su acuario pueden degenerar en casos de exoftalmia, normalmente en uno de sus ojos. 
La mayoría de los especímenes en el comercio de acuariofilia suelen estar habituados a alimentarse con mysis y artemia congelados. No obstante, esta especie no es recomendada para acuario de arrecife, ya que en la naturaleza se alimenta de corales.